# Свети Врач (парк)
Свети Врач — ландшафтный памятник природы, городской парк, расположенный на обоих берегах реки Санданска-Бистрица в городе Сандански в Болгарии. Единственный парк в Болгарии с песчаными аллеями занимает площадь 344 гектара.

## История создания
Первые саженцы белой и черной сосны были высажены на месте нынешнего парка Свети Врач солдатами и командующим 2-й армией генералом Георгием Тодоровым в 1916 году.
Для борьбы с надоедливыми насекомыми — комарами, в районе реки Санданска-Бистрица в 1919 году было доставлено 18 саженцев кедра и софоры из Италии. Деревья были размещены на территории и хорошо освоились в этой местности.
В 1981 году городской парк получил название «Свети Врач (Святой Доктор)». С 1991 года эта территория является памятником садово-паркового искусства. В 2005 году у входа в парк воздвигнут памятник генералу Георгию Тодорову, как основателю городской природной заповедной зоны. Последняя реконструкция парка проводилась в 2013 году.

## Особенности и достопримечательности парка
Площадь парка составляет 344 гектара. В нём высажены более 160 видов растений, в том числе старинные платаны, признанные памятниками природы. Есть виды растений с Дальнего Востока — эвкомия, софора, лагерстремия, сакура, криптомерия магнолия, гинкго; из Америки — гимноклад, ликвидамбар, секвойя, клёны декоративные; из Средиземноморья — кипарис, кедр, гранат, зокум, пробковый дуб, лавр, латексное дерево, альбиканс, сосна, инжир. Вокруг водоемов и каменистых уголков размещены вечнозеленые кустарники.
В парке построено искусственное озеро, где обитают утки и лебеди, много детских площадок, установлен водный велосипед диаметром 3,40 метра, много фонтанов и малых архитектурных форм. Фонтан «Мальчик с рыбкой» был построен в 1940 году. В 1956 году открылся плавательный комплекс. Были установлены два вантовых моста через реку Санданска-Бистрица, которые освещаются в ночное время.
На территории парка находится стадион «Спартак», где играет свои матчи и проводит тренировки футбольный клуб «Вихрен». В 1974 году был построен летний театр, где проводятся концерты и фестивали, в том числе «Пирин Фолк» и «Молодежь Балкан».

## Галерея

Виды парка
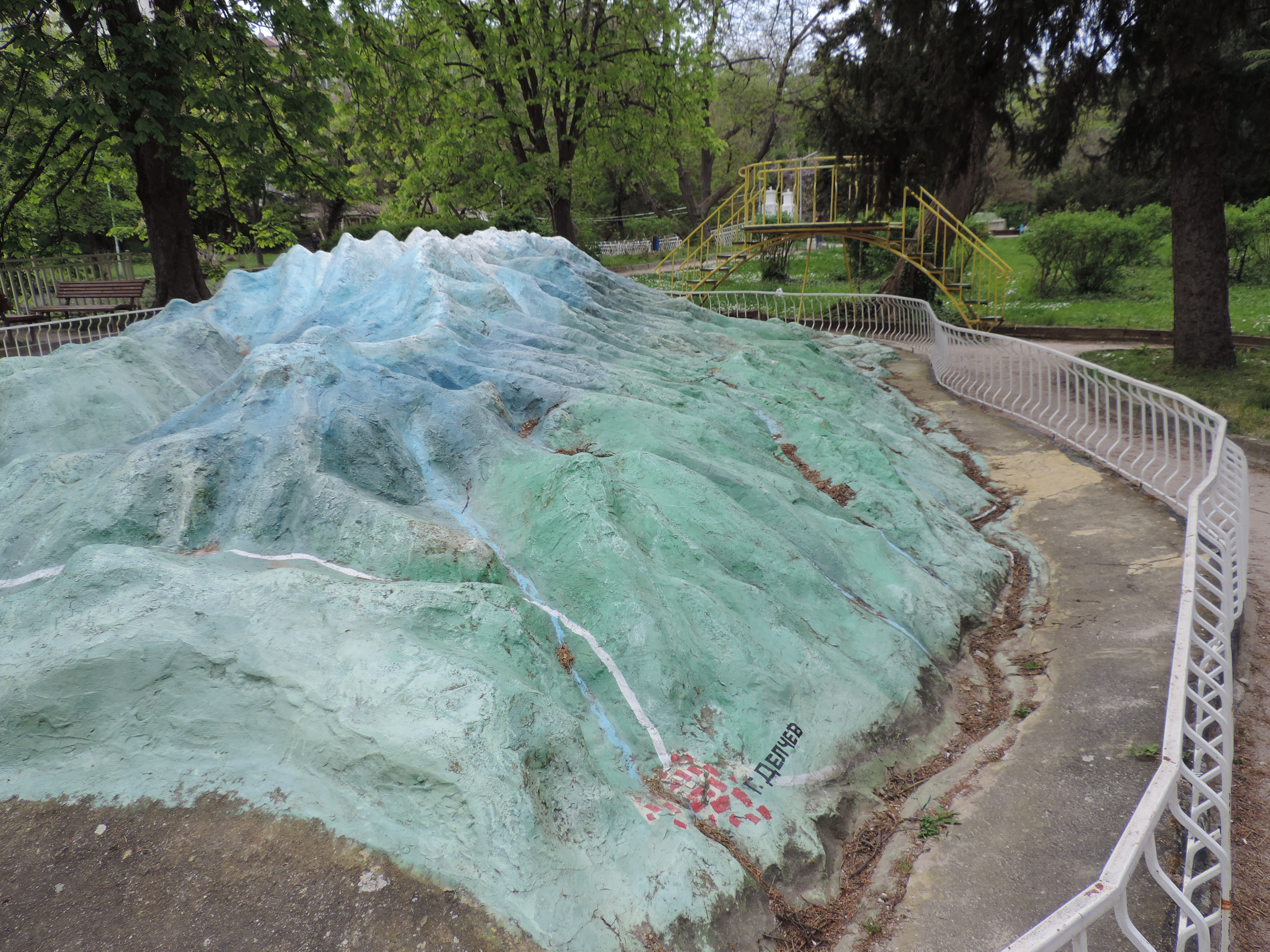
Модель возвышенности
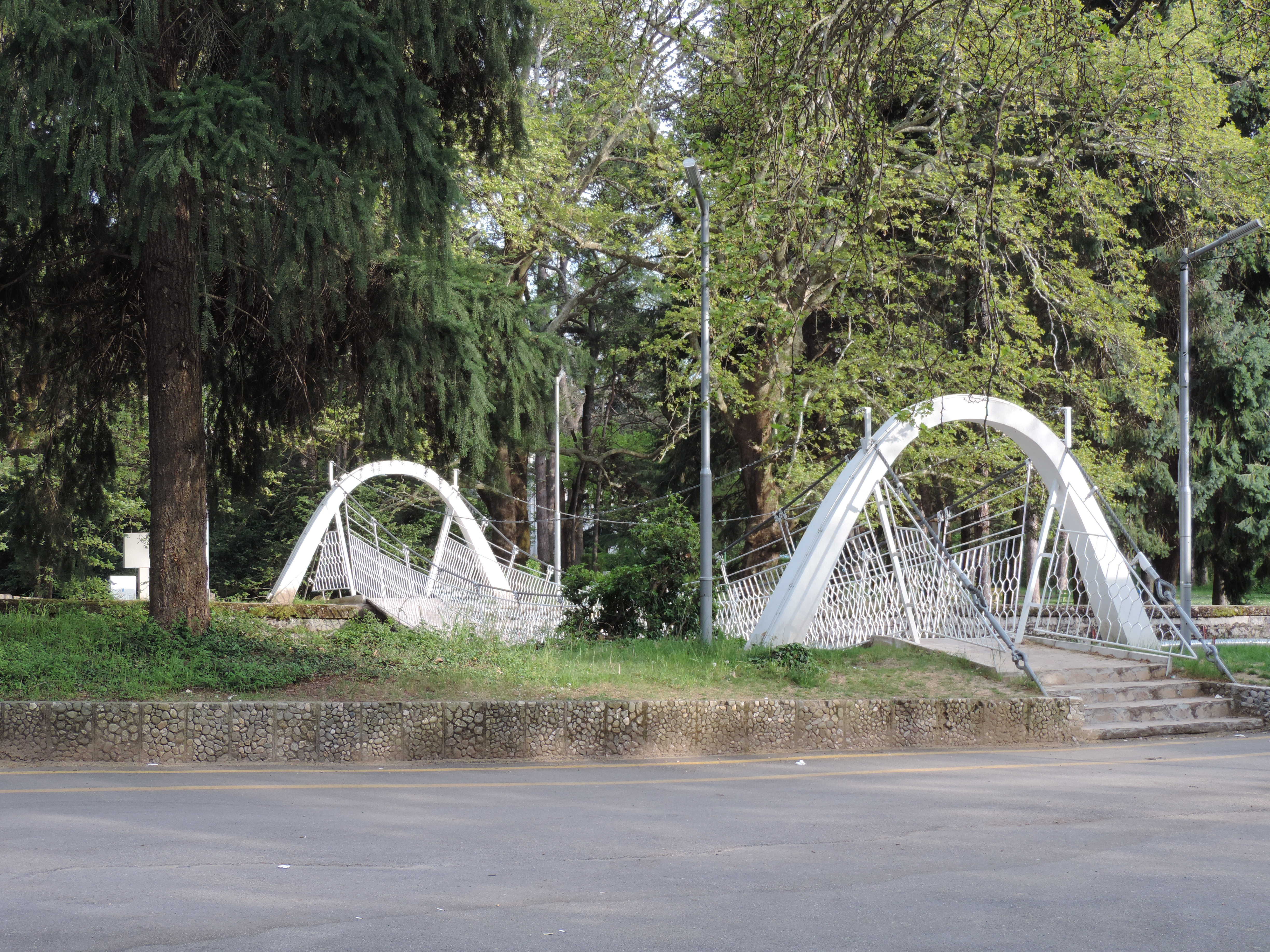
Подвесной мост
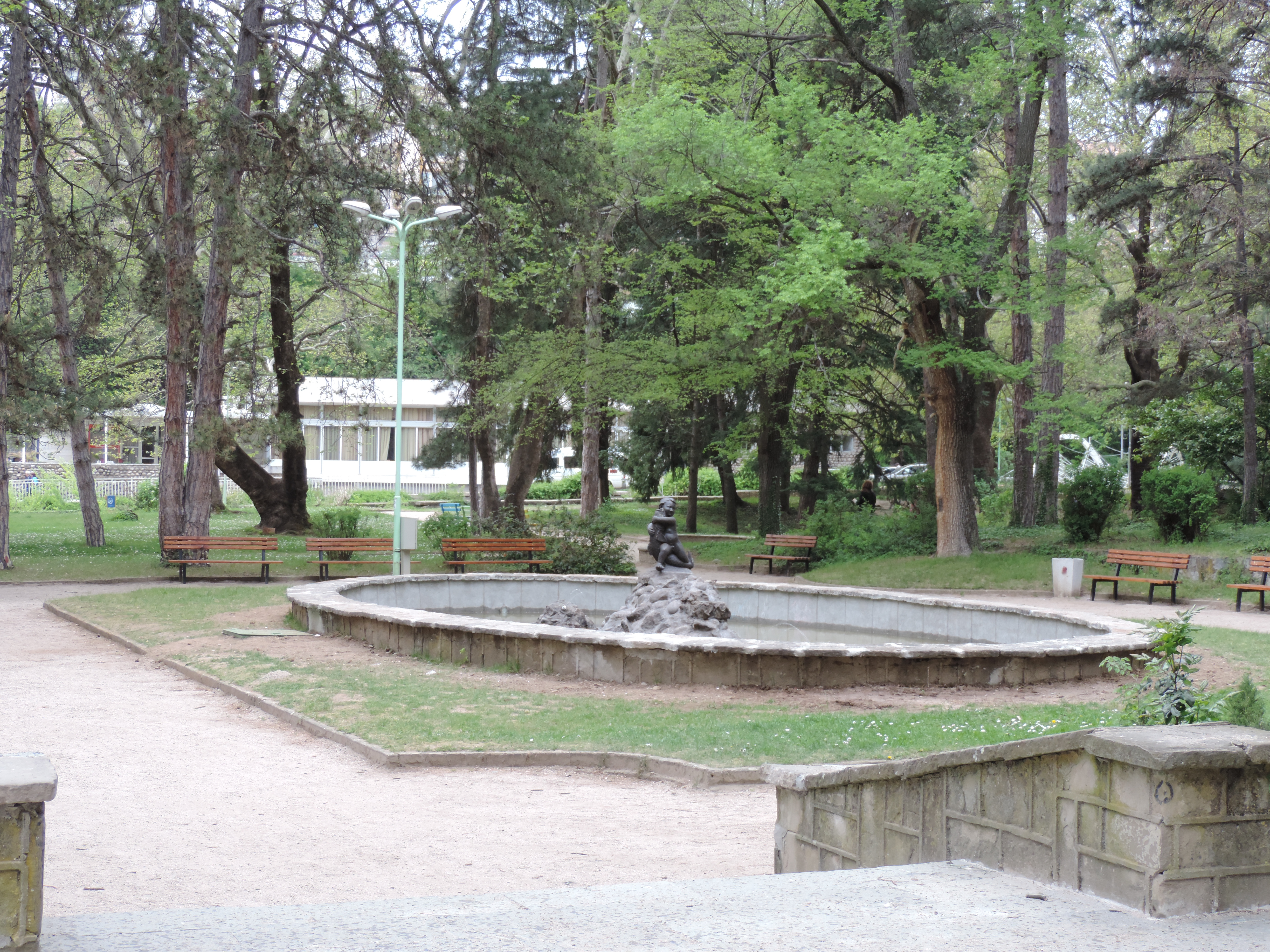
Фонтан
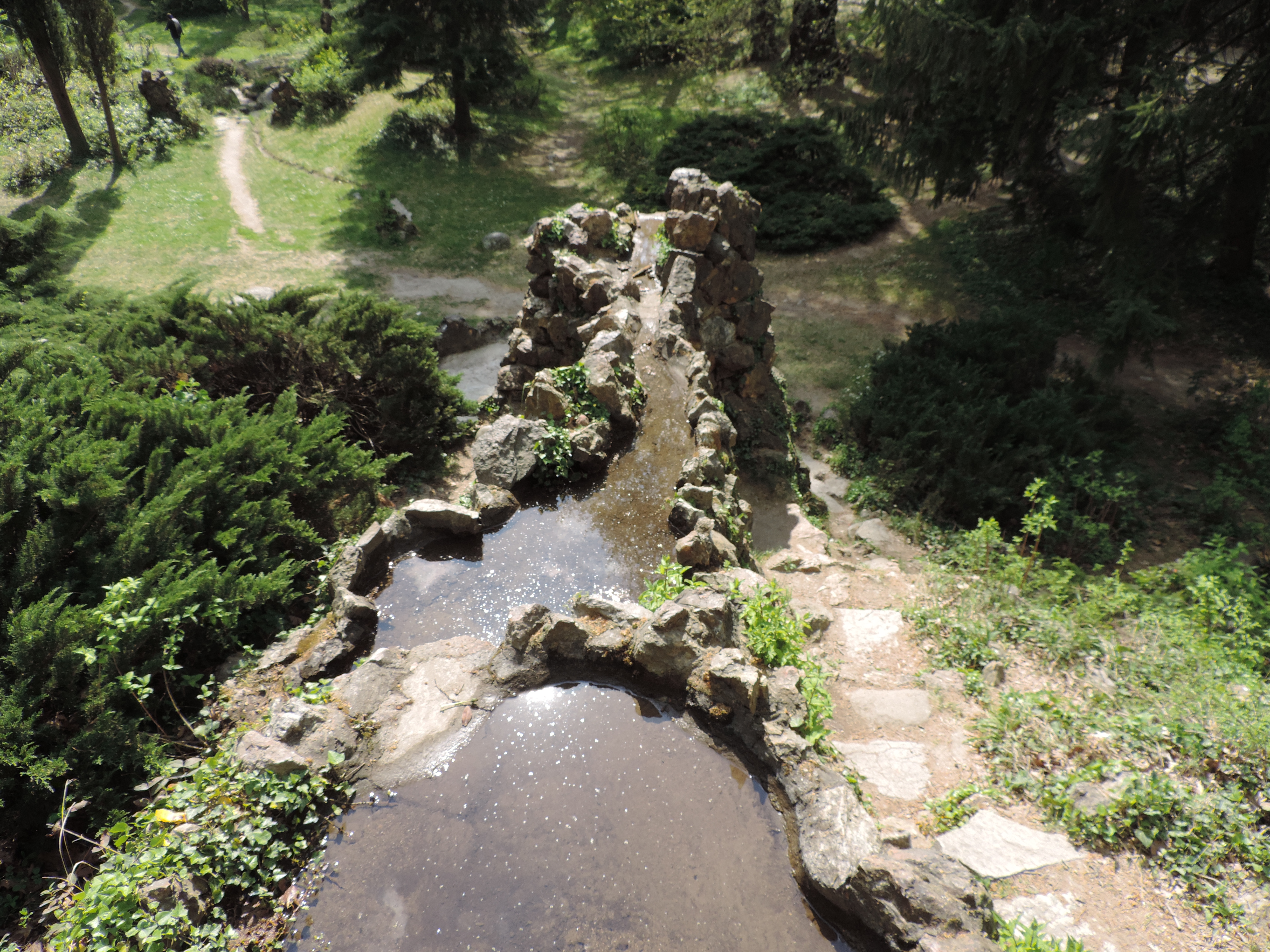
Искусственный водопад
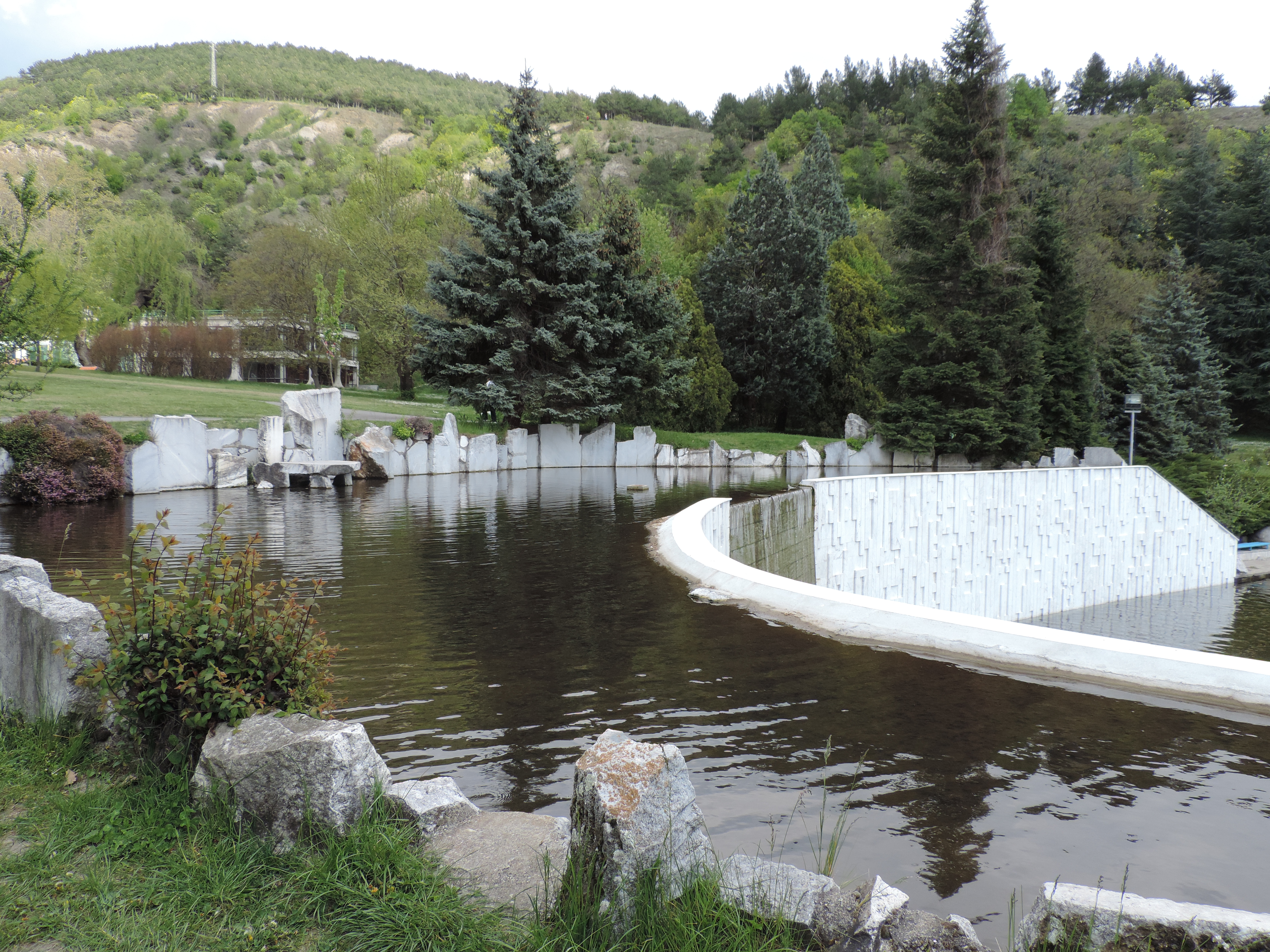
Русло реки